# Luffe (sejlbåd)
 For alternative betydninger, se Luffe. (Se også artikler, som begynder med Luffe)
Luffe er en slank, hurtigtsejlende sejlbåd, der egner sig både til tursejlads og til kapsejlads. Den blev konstrueret af Oluf Jørgensen, der tidligere havde arbejdet med fremstilling af Drage og Ylva. Den første Luffe blev fremstillet i 1979.
Med Luffe 37, søsat i 1979, fik de glade ejere en slank, klassisk og hurtig sejlbåd, der rummede god plads om læ, vurderet efter datidens standard. Båden er, i en moderniseret udgave, fortsat en væsentlig del af Luffe-værftet. Luffe 44 så dagens lys i 1983, og den opnåede i de følgende tre år at blive hurtigste båd i Sjælland Rundt. Efterfølgende  har Luffe værftet udviklet og produceret sejlbåde i størrelserne 40, 43, 46, 48 og 54 fod.

## Eksterne links
- Luffe Yachts (dansk), (engelsk) og (tysk)
- Luffe 37 Klubben Arkiveret 13. maj 2010 hos  Wayback Machine